# 中興系統交流道
中興系統交流道，位於臺灣南投縣草屯鎮，用於連結國道三號與台76線，指標分別為國道三號222k、台76線32k。中興系統交流道為台76快速公路之終點，可連接台14乙線。因地理位置靠近中興新村，故以「中興」命名。
中興系統交流道採用鋼拱斜張橋橫跨貓羅溪，跨越國道三號車道則與台15線關渡大橋相同工法，以半穿式鋼拱橋搭建。從國道三號往台76線經過該橋後隨即進入八卦山隧道。
|  | 222 中興系統 |               | 員林               |
|  | 32 中興系統  |               | 草屯 中興新村 南投 |
|  | 32 中興系統  | 草屯市區 南投 |                    |

## 外部連結
- 國道三號中興系統交流道示意圖 （页面存档备份，存于）（交通部高速公路局）
- 台76線中興系統交流道示意圖 （页面存档备份，存于）（交通部公路總局）
- 台76線（漢寶草屯線）八卦山隧道（页面存档备份，存于）
- 從八卦山隧道到員林大排－台76快速公路（页面存档备份，存于）